# خاطره صورتی
خاطره صورتی (به انگلیسی: Pink Memory) دومین آلبوم موزیکال گروه کره‌ای ای پینک است که در ۱۶ ژوئیه ۲۰۱۵ منتشر شد. آهنگ "Remember" به عنوان آهنگ اصلی این آلبوم و برای معرفی آن انتخاب شد.
آهنگ "Promise U" از این آلبوم به مناسبت چهارمین سالگرد ای پینک در ۱۹ آوریل ۲۰۱۵ منتشر شد و متن آن را جانگ اینجی از اعضای گروه نوشت. اوه هایونگ عضو دیگر گروه هم متن آهنگ "What a boy wants" را نوشت که اولین تجربه او در نوشتن متن آهنگ بود. آهنگ "Remember" که آهنگ اصلی این آلبوم بود در ۱۶ ژوئیه و آهنگ "Petal" هم در ۳ آگوست همان سال منتشر شد.

## لیست آهنگ‌ها
| Digital download | Digital download              | Digital download              | Digital download              | Digital download          | Digital download |
| شماره            | نام                           | سراینده                       | آهنگساز                       | Arrangement               | مدت              |
| ---------------- | ----------------------------- | ----------------------------- | ----------------------------- | ------------------------- | ---------------- |
| ۱.               | «Remember»                    | شین سادونگ تایگر، بئوم و نانگ | شین سادونگ تایگر، بئوم و نانگ | شین سادونگ تایگر، GnO     | ۳:۵۴             |
| ۲.               | «Perfume»                     | کیم یو سئوک، G-High           | کیم یو سئوک، G-High           | کیم یو سئوک، G-High       | ۳:۰۴             |
| ۳.               | «Attracted to U» (끌려)       | مارکو                         | مارکو                         | مارکو                     | ۳:۴۳             |
| ۴.               | «Déjà vu»                     | پارک چورونگ                   | چویی یونگ چان                 | چویی یونگ چان             | ۳:۴۲             |
| ۵.               | «Petal» (꽃잎점)              | بئوم و نانگ                   | بئوم و نانگ                   | بئوم و نانگ               | ۳:۳۶             |
| ۶.               | «What a Boy Wants»            | اوه هایونگ، AK47              | هان سانگ وون                  | هان سانگ وون              | ۳:۳۰             |
| ۷.               | «I Do»                        | نیکل، Wiidope                 | نیکل، Wiidope                 | نیکل، Wiidope             | ۳:۲۸             |
| ۸.               | «A Wonderful Love» (신기하죠) | پلایینگ چیلد، زیگ زاگ نوت     | پلایینگ چیلد، زیگ زاگ نوت     | پلایینگ چیلد، زیگ زاگ نوت | ۴:۱۱             |
| ۹.               | «Remember» (Instrumental)     |                               | شین سادونگ تایگر              | شین سادونگ تایگر          | ۳:۵۴             |
| ۱۰.              | «Promise U» (새끼손가락)      | جانگ اینجی، بئوم و نانگ       | جانگ اینجی، بئوم و نانگ       | جانگ اینجی، بئوم و نانگ   | ۳:۴۴             |
| مجموع مدت:       | مجموع مدت:                    | مجموع مدت:                    | مجموع مدت:                    | مجموع مدت:                | ۳۶:۴۶            |